# Acuicultura en Chile

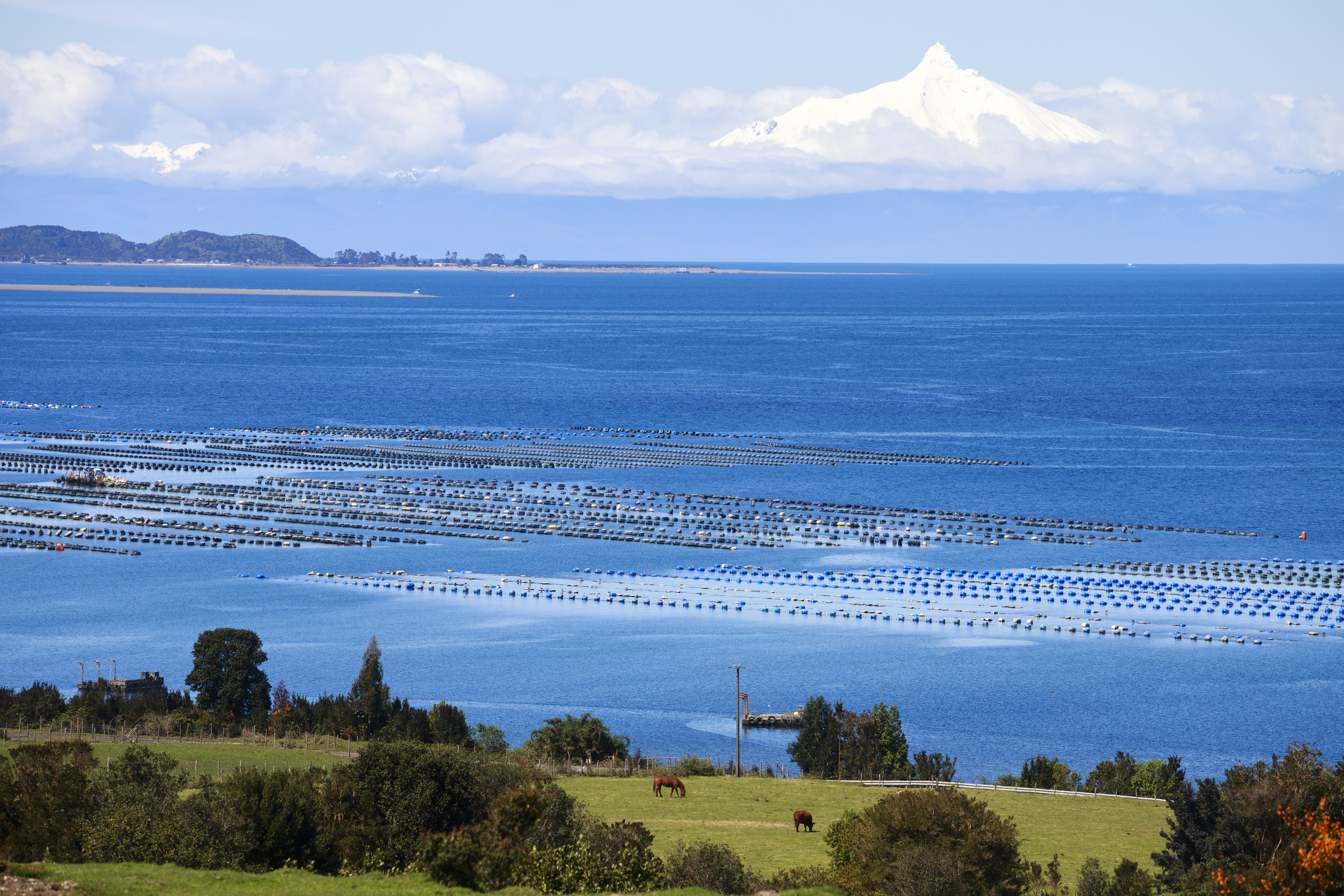
Cultivo de choritos en Queilen, archipiélago de Chiloé.

La acuicultura es una de las principales actividades económicas de Chile. A nivel global, Chile es el séptimo país del mundo en producción acuícola y el primero en América. El salmón es la principal especie de cultivo acuático del país —Chile es el segundo productor mundial de salmón del Atlántico después de Noruega y el primer productor mundial de salmón Coho—, pero también se cultivan moluscos como el chorito (mejilón chileno), ostras y abalón, y algunos tipos de algas.
La gran mayoría de la producción acuícola chilena se concentra en la zona sur-austral del país, principalmente en el mar interior de la Región de Los Lagos y en los fiordos y canales de Aysén —ambas regiones concentraron en 2019 el 90,6 % de la producción total—, pero la actividad también está presente en el norte de Chile.

## Historia

### SigloXIX
Los orígenes de la acuicultura en Chile se remontan a la segunda mitad del siglo XIX. con los primeros intentos privados de introducción de peces exóticos al país. A comienzos de la década de 1870 se realizó el primer intento de cultivo en estanque de la carpa común en la ribera de isla Guacamayo, en las cercanías de Valdivia, con ejemplares importados desde Alemania, sin embargo, la crecida del río aledaño provocó el escape de los ejemplares. De todas formas, se continuó con la introducción de la especie. Fundamental en su propagación fue el acuario-piscicultura de la Quinta Normal de Agricultura, construido por el veterinario francés Julio Besnard a solicitud de la Sociedad Nacional de Agricultura e inaugurado en 1887, el cual proporcionó los ejemplares de carpa común que hacia fines de siglo ya poblaban numerosos estanques, lagunas y ríos del país.
Los primeros intentos de introducción de especies salmonídeas en los ríos de Chile también datan de la segunda mitad del siglo XIX, con los ensayos fallidos de empresarios como Luis Cousiño y José Tomás Urmeneta. Isidora Goyenechea —viuda de Luis Cousiño— habría realizado, con ovas (huevos) importadas de Escocia, la primera siembra de trucha común en el río Chivilingo (al sur de Lota) en la década de 1880.
En este mismo periodo, el Estado tomó la iniciativa de introducir salmónidos. Para ello, solicitó a Julio Besnard el estudio de traer a Chile ovas de salmón Chinook. El veterinario realizó diversos ensayos con ovas traídas desde Francia, sin embargo, todas sus experiencias fracasaron —la última de ellas fue en 1901— debido a diversos problemas en los viajes de regreso, los cuales provocaban alta mortandad de ovas.
La sobreexplotación de los bancos naturales de la ostra chilena en Llanquihue y Chiloé (la mayor explotación era en Ancud) durante las últimas décadas del siglo XIX, situación estudiada por personeros como el naturalista británico Edwyn C. Reed y el hidrógrafo chileno Francisco Vidal Gormaz, llevó a que el presidente José Manuel Balmaceda autorizara en 1888 al empresario francés Émile de Solminihac la instalación en el estero Huito (Calbuco) del primer criadero en Chile de esta especie y de cualquier molusco. Sin embargo, dicha autorización fue en realidad para la explotación «prudente» más que el cultivo de la especie.

### SigloXX

#### Establecimientos estatales
A pesar de los intentos fallidos, a comienzos del siglo XX el Estado continuó con sus intentos de introducir salmónidos al país. En 1901 el Ministerio de Industria y Obras Públicas le encargó al científico alemán Federico Albert un estudio sobre aclimatación del salmón y al año siguiente le comisionó un estudio definitivo para su introducción. Entre otras conclusiones, Albert aseguró que el salmón podía ser introducido con éxito desde la provincia de Aconcagua hasta la de Llanquihue, y también recomendó la siembra de salmón del Atlántico, la trucha común y la trucha arcoíris. Para ello, en 1903 se inició la construcción de una piscicultura en el río Blanco, valle de Aconcagua, en terrenos donados por el senador Daniel Oliva. El valle había sido seleccionado porque en ese tiempo se construía el Ferrocarril Trasandino, el que facilitaría la logística involucrada en la operación del centro. Con ovas de diversas especies importadas de Alemania, la piscicultura inició su producción en 1905. Durante los siguientes cinco años, gracias a las labores de la piscicultura Río Blanco, se poblaron numerosos ríos desde el valle del Aconcagua hasta el río Bueno; el éxito de la empresa llevó a que en 1910 se instalara una piscicultura itinerante en el desagüe del río Maullín (hoy la ciudad de Llanquihue) para el cultivo en ríos del sur del país, y en 1916 inició sus labores la piscicultura de Lautaro, ubicada en el río Cautín. En las siguientes décadas se construirían las pisciculturas estatales de Polcura (1952) y Pullinque (1971), destinadas a salmonídeos, y la de Curicó (1942), destinada a la producción de pejerreyes (chileno y argentino), carpas y tencas.
Durante la primera mitad del siglo XX también se construyeron centros de cultivo de moluscos. En 1907 se promulgó una de las primeras leyes pesqueras, la Ley 1949, que permitió entregar en arrendamiento «playas o parte de mar» para instalar y explotar criaderos de moluscos. En base a esta ley, en 1910 se inició la construcción de la Escuela de Ostricultura de Quetalmahue, en Lechagua, Ancud, y a mitad de década las instalaciones fueron arrendadas a Laurencia Collongues —viuda de Émile de Solminihac—. La escuela tuvo una existencia efímera, pero Collongues, pionera y próspera empresaria pesquera y conservera de Calbuco, sí pudo realizar actividades de cultivo en Lechagua en 1916, aunque sin éxito.
De todas formas, en las décadas siguientes el Estado retomó su preocupación por la explotación de los moluscos. En 1935 creó la Estación de Ostricultura de Ancud, ubicada en la ensenada de Pullinque, golfo de Quetalmahue, y en 1943 estableció una estación de mitilicultura en Quellón, junto con centros de repoblación de ostras, choros, ostiones y otras especies en Mejillones, Tongoy, Los Vilos, Juan Fernández, golfo de Arauco, Mechuque, Chonchi, isla Talcán, Melinka y Las Huichas —aunque solo el centro de Talcán funcionaría realmente en las siguientes décadas—. La estación de Quellón tampoco alcanzó a operar, ya que en 1948 fue trasladada al estero de Castro, con lo cual posteriormente se crearía la Estación de Mitilicultura de Putemún.

#### Etapa moderna
Un punto de inflexión en el desarrollo de acuicultura chilena ocurrió en los años 60. El terremoto y maremoto de Valdivia de 1960 afectó seriamente los bancos naturales de ostras y mitílidos de Chiloé y destruyó la estación de Pullinque. Esta situación llevó al gobierno de Jorge Alessandri a reimpulsar la actividad ostrícola y mitilicultora, trabajo que empezó a desarrollar el Departamento de Pesca y Caza de la recién creada Dirección de Agricultura y Pesca, dependiente del Ministerio de Agricultura. En 1961 comenzó a operar la estación de Putemún, pero fundamental fue la creación del Instituto de Fomento Pesquero (IFOP) en 1964, que continuó con la labor de investigación biológica y cultivos experimentales de diversas especies. Hacia fines de la década, el IFOP habrá establecido cultivos de ostra en Apiao, Pumalín (Chaitén) e isla Teresa (archipiélago de los Chonos), y a su vez cultivos o investigaciones de mitílidos en Talcán, estero Tubildad (Quemchi) e isla Puluqui.
En paralelo, se retomó el interés de introducir en Chile salmones del Pacífico —los que tenían un alto valor comercial— después del fracaso de los intentos realizados en los años 20. Para ello, la División de Pesca y Caza del Servicio Agrícola Ganadero (SAG) ejecutó entre 1968 y 1972 un programa cooperativo con el Cuerpo de Paz de Estados Unidos el que incluyó siembras de alevines en ríos de Valdivia a Puerto Montt. Asimismo, en el mismo periodo la misma entidad realizó en la laguna Trupán, en laguna La Poza (Puerto Varas) y en el lago Panguipulli los primeros cultivos experimentales de truchas salmonídeas en balsas jaulas. En 1971 una tonelada de truchas producidas en La Poza fue comercializada en el Terminal Pesquero de Santiago.

Otro hito clave en el desarrollo de la salmonicultura nacional fue el «Programa de introducción del salmón del Pacífico en Chile», iniciado en 1969. Se trató de un convenio de colaboración suscrito entre el Estado de Chile y el gobierno de Japón —a través de su Agencia de Cooperación Internacional—, para introducir salmónidos en la zona austral del país. Una de las obras más importantes de este programa fue la inauguración de la Piscicultura Dr. Yoshikazu Shiraishi, localizada en la ciudad de Coyhaique, a orillas del río Simpson. El programa tenía como objetivo introducir el salmón chum, el salmón cereza y el salmón rosado en los ríos de Aysén y Magallanes; terminaría en 1987, después de sembrar más de 27 millones de alevines de distintas especies, sin cumplir esta meta, pero su ejecución permitió la formación y especialización de decenas de profesionales chilenos en salmonicultura, además de la generación de conocimiento biológico pesquero e infraestructura.

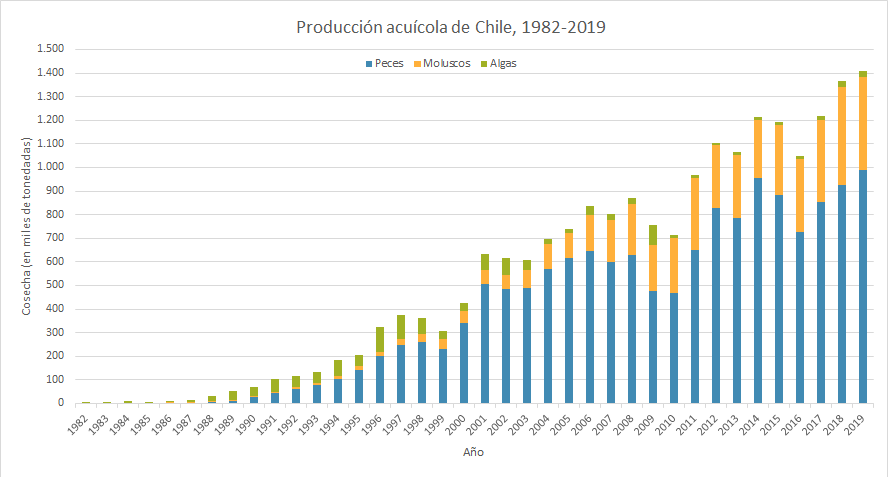
Producción de la acuicultura chilena, desde 1982 a 2019.

#### Acuicultura comercial
Durante la década de 1960 se establecieron los primeros reglamentos específicos sobre acuicultura para fines comerciales: en 1962 se publicó la normativa para pisciculturas y en 1967 las de centros de mitilicultura y ostricultura. Si bien hubo centros de cultivo autorizados antes de 1973, la acuicultura comercial chilena en términos prácticos se inició después del golpe de Estado de ese año. A la política de apertura económica promovida por la dictadura militar, se sumó el desarrollo de la acuicultura comercial en otros países: a fines de los 50 se había iniciado el cultivo de trucha arcoríris en países como Estados Unidos, Francia, Alemania e Italia, mientras que alrededor de 1970 Noruega había comenzado con el cultivo comercial de salmón del Atlántico. Esto llevó a que a partir de mediados de la década de 1970 se iniciaran en Chile las primeras experiencias privadas de cultivo de salmonídeos.
En 1974 la empresa chilena Piscicultura Lago Llanquihue Ltda. inició el cultivo de truchas en río Pescado, Puerto Varas, el cual incluía una fase de cultivo en balsas jaulas en el lago Llanquihue. En ese mismo periodo la empresa estadounidense Union Carbide, a través de su filial Domsea Pesquera Chile, inició en Curaco de Vélez, Chiloé, la producción de salmón Coho y salmón Chinook mediante el sistema abierto (sea ranching). En 1979, Nichiro Chile —de capitales japoneses— y la chilena Mytilus —que había empezado en 1974 con mitílidos— iniciaron el cultivo de salmón Coho con balsas jaulas en el mar: en Chinquihue (Puerto Montt) y en estero Huito (Calbuco), respectivamente. Asimismo, también durante la década se inició el cultivo a pequeña o mediana escala de ostras y mejillón. 
En 1976 el gobierno creó la Subsecretaría de Pesca y dos años después el Servicio Nacional de Pesca, dependientes del Ministerio de Economía, mientras que a fines de la década se inició la privatización de los centros estatales. Para adecuar la actividad bajo este nuevo esquema institucional, en 1980 publicó un nuevo reglamento para la pesca y acuicultura. Hacia 1982, luego de este reordenamiento sectorial, ya existía más de una veintena de centros ostrícolas y mitilicultores de carácter comercial, casi todos ubicados en la Región de Los Lagos, y también había más de una decena de criaderos de trucha y/o salmón plateado, ya sea de agua dulce o marinos.
En los años siguientes, Fundación Chile tuvo un rol crítico en la expansión de la actividad acuícola, y salmonera en particular. A principios de la década de 1980 la producción de trucha era de 80 toneladas, sin embargo, después de la crisis económica de 1982, con la llegada de nuevas empresas y la introducción del salmón del Atlántico, cuyas primeras cosechas se realizarían a fines de 1987, se inició un acelerado crecimiento industrial. Esta aceleración estuvo potenciada gracias a la labor de transferencia tecnológica realizada por la Fundación a través de su filial Salmones Antártica —creada luego de la adquisición en 1981 de las instalaciones de Domsea Farms en Chile—. A fines de 1989, la cosecha de las tres especies alcanzaba las 11 716 toneladas. Ese mismo año la Junta Militar promulgó una nueva Ley General de Pesca y Acuicultura, que sin embargo recién entraría en vigencia en 1991, luego de profundas modificaciones en el ámbito pesquero que realizaría el gobierno de Patricio Aylwin.

## Aspectos generales
La institucionalidad acuícola y pesquera de Chile está radicada en la Subsecretaría de Pesca y Acuicultura (Subpesca) y en el Servicio Nacional de Pesca y Acuicultura (Sernapesca), ambos dependientes del Ministerio de Economía, Fomento y Turismo, También existe la Comisión Nacional de Acuicultura, que cumple el rol de asesorar al Ministerio en materias de acuicultura. El sector está regulado por la Ley General de Pesca y Acuicultura de 1991, que sentó las bases para el desarrollo de la actividad acuícola-pesquera moderna. Otras normativas relevantes que regulan la actividad son el Reglamento Ambiental para la Acuicultura (RAMA) y el Reglamento Sanitario de la Acuicultura (RESA) —vigentes desde 2001 y 2002, respectivamente—, como también la Ley sobre Bases Generales del Medio Ambiente, cuyo reglamento comenzó a operar en 1997.
Para el desarrollo de la acuicultura se requiere una «concesión de acuicultura», la cual es entregada por el Ministerio de Defensa Nacional y solo en lugares —playas de mar, porciones de agua y fondo, y ríos navegables por buques de más de 100 toneladas de registro grueso— declarados como «Áreas Apropiadas para la Acuicultura». También se permite la actividad en terrenos privados y, desde 2004, en «Áreas de Manejo y Explotación de Recursos Bentónicos» (Amerb), espacios destinados a organizaciones de pescadores artesanales.
Según estadísticas de Sernapesca, al 2019 existen 3614 centros de cultivo en el Registro Nacional de Acuicultura, de los cuales 2297 registraron operación en 2019 y en 1381 hubo cosecha. Del total de centros inscritos, 3160 (87,5 %) corresponden a concesiones de acuicultura, 388 (10,7 %) a pisciculturas y 66 (1,8 %) a hatcheries, mientras que el 61 % de los centros se localiza en la Región de Los Lagos y el 21 % en la Región de Aysén. Asimismo, al 2019 solo existen seis centros operando en Amerb. Las hectáreas totales de porciones de agua y fondo bajo el régimen de concesión de acuicultura corresponden a 31 939 (99,2 % del total), de las cuales 19 075 están en la Región de Los Lagos.

## Especies cultivadas

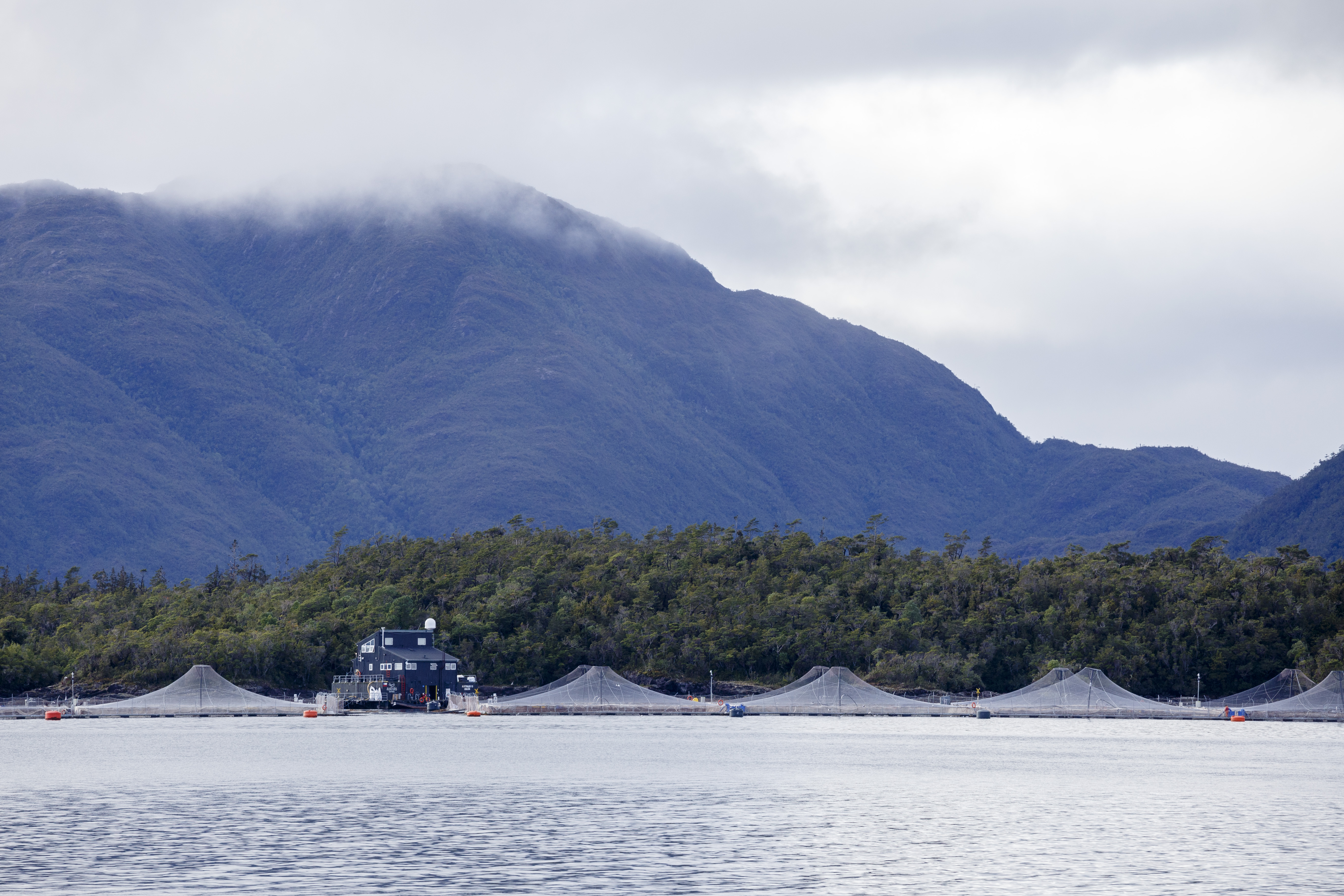
Centro salmonero en canal Utarupa, comuna de Aysén.

En 2019 la cosecha total de la acuicultura chilena llegó a 1 407 458 toneladas, las cuales se distribuyeron por especie de la siguiente manera.
| Grupo de especie | Especie                          | Toneladas | Porcentaje |
| ---------------- | -------------------------------- | --------- | ---------- |
| Peces            | Salmón del Atlántico             | 701 984   | 49,9 %     |
| Peces            | Salmón coho                      | 205 386   | 14,6 %     |
| Peces            | Trucha arcoríris                 | 82 176    | 5,8 %      |
| Peces            | Otros                            | 22        | 0,0 %      |
| Moluscos         | Chorito                          | 379 096   | 26,9 %     |
| Moluscos         | Ostión del Norte                 | 11 313    | 0,8 %      |
| Moluscos         | Abalón rojo (Haliotis rufescens) | 2024      | 0,1 %      |
| Moluscos         | Otros                            | 2705      | 0,2 %      |
| Algas            | Pelillo (Gracilaria chilensis)   | 21 841    | 1,6 %      |
| Algas            | Otros                            | 911       | 0,1 %      |
| Total            | Total                            | 1 407 458 | 100 %      |

El 56,4 % de la cosecha total nacional durante 2019 fue en la Región de Los Lagos, el 34,2 % en la Región de Aysén, el 7,9 % en la Región de Magallanes, el 0,9 % en la Región de Coquimbo y el 0,6 % en el resto de Chile.

### Salmón y trucha
La salmonicultura es la principal actividad de cultivo de la acuicultura chilena y es también una de las industrias más importantes del país. Chile es el segundo mayor productor del mundo de salmón del Atlántico, con aproximadamente un 27,1 % de la producción mundial para el año 2018 —660 000 toneladas—, ubicado por detrás de Noruega. También es el primer productor mundial de salmón Coho —con 174 000 toneladas en 2018— y uno de los principales productores de trucha arcoíris.
En 2019, la exportaciones de salmón y trucha llegaron a 5135 millones de dólares, convirtiéndose el salmón en el principal producto de exportación no minero del país.

### Mejillón
El cultivo comercial del chorito o mejillón chileno se inició antes de la década de 1980, pero fue a partir de comienzos del siglo XXI que se comenzó a posicionar como la segunda industria acuícola de Chile, después del salmón. El país es el segundo productor de mejillón del mundo, después de China, y el primer exportador mundial. Prácticamente la totalidad de la industria mitilicultora —como es conocida— se desarrolla en la Región de Los Lagos. Se concentra en los archipiélagos de Chiloé y Calbuco, pero también tiene presencia en Puerto Montt, en el estuario de Reloncaví y en Hualaihué. 
En 2019 el sector mitilicultor cosechó 379 096 toneladas de chorito y tuvo exportaciones por 202 millones de dólares.

### Algas
El pelillo (Gracilaria chilensis) es por lejos la principal alga cultivada en Chile, aunque la gran mayoría del desembarque del recurso sigue siendo producto de la pesca artesanal de extracción («recolección de algas»). A diferencia de las otras especies que son cultivadas para el consumo humano, el pelillo es fundamentalmente exportado a países como Japón, Tailandia y Estados Unidos para la elaboración de los subproductos agar-agar y colagar. Después de un tope que llegó a las 100 000 toneladas a mediados de la década de los 90, desde 2010 el cultivo de pelillo se ha mantenido por debajo de las 25 000 toneladas. En 2019 se cosecharon 21 841 toneladas, equivalentes al 28,8 % del desembarque total anual del recurso (75 771 t), Su cultivo se concentra principalmente en la Región de Los Lagos, principalmente bajo el modelo de acuicultura de pequeña escala, aunque también se desarrolla en otras regiones como Antofagasta, Atacama y Coquimbo.
Otras algas cultivadas, en escala mucho menor que el pelillo, son Spirulina spp., Haematococcus pluvialis, el huiro y la luga negra (Sarcothalia crispata).

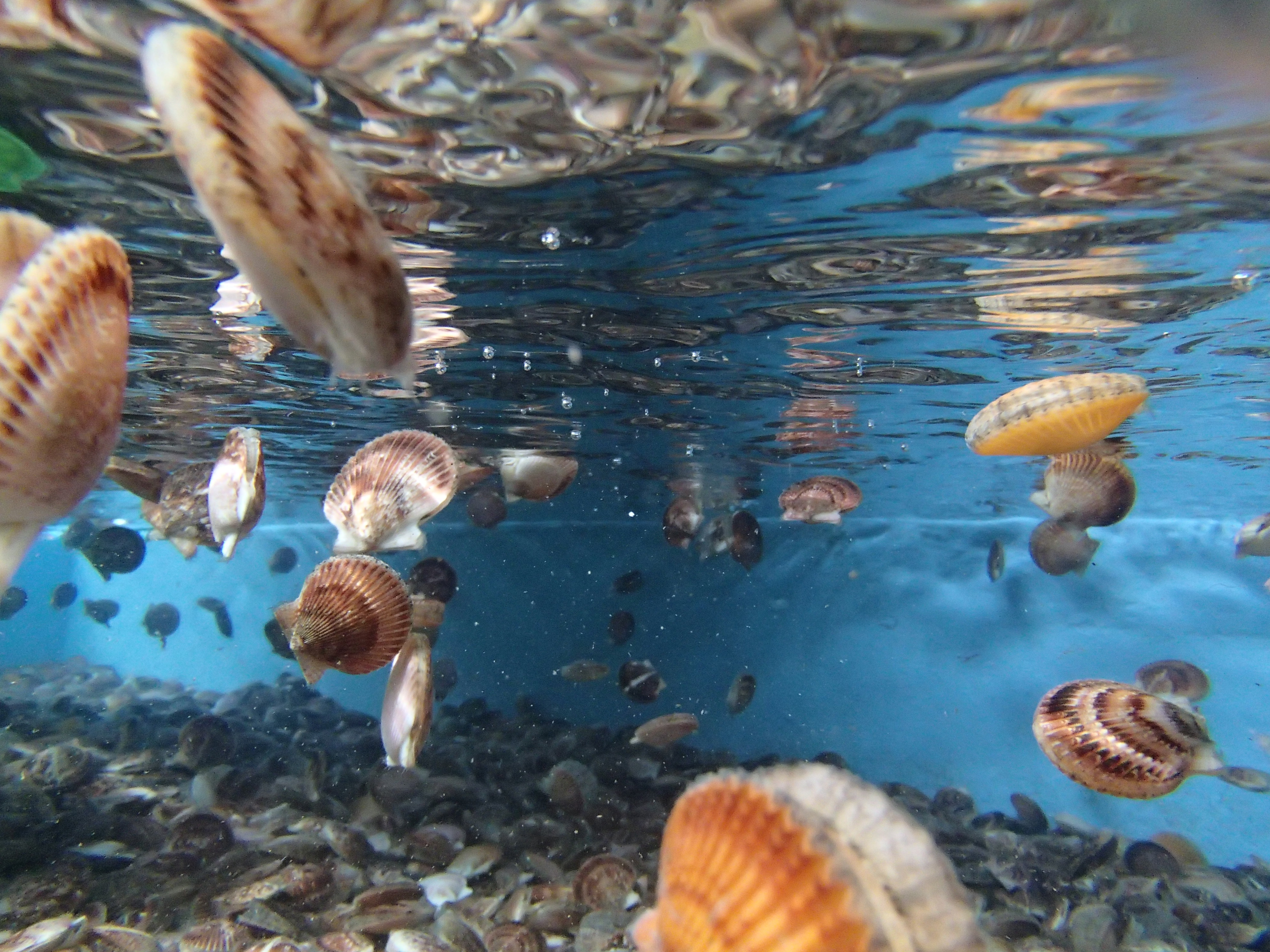
Ostiones en un estanque de centro en Tongoy.

### Ostión del Norte
El cultivo comercial de ostión del Norte se ha desarrollado fundamentalmente en la Región de Coquimbo —con epicentro en la bahía de Tongoy—, y en menor medida en Atacama. La actividad tiene sus orígenes en los años 80, gracias a proyectos de transferencia tecnológica desarrollados por la Universidad Católica del Norte con apoyo del gobierno de Japón. Esto permitió el desarrollo de una industria ostionera —enfocada principalmente en exportaciones a Francia— que alcanzó su apogeo a mediados de la década de 2000, con exportaciones por sobre los 30 millones de dólares y un peak de producción de 24 577 toneladas en 2004. Sin embargo, la entrada al mercado internacional del ostión peruano, y en menor medida factores ambientales y oceanográficos, provocaron el cierre de la mayoría de las grandes empresas y una notoria caída en volúmenes de producción. El cultivo nacional tocó fondo en 2015, con una cosecha de tan solo 2947 toneladas, en gran parte debido al terremoto de Coquimbo en septiembre de ese año, cuyo tsunami —al igual que el tsunami del terremoto de Japón de 2011— provocó importantes perjuicios en el sector. No obstante, hacia fines de década, la industria ha recuperado terreno; en 2018 y 2019 la producción alcanzó 14 843 y 11 313 toneladas, respectivamente.

## Impacto ambiental
A lo largo de los años, la acuicultura comercial —particularmente la industria salmonera— ha sido cuestionada por sus impactos en el medio ambiente.
En el caso de la industria salmonera, se ha estudiado el rol que ésta tendría en la eutrofización de los océanos, debido a su aporte de nutrientes a la columna de agua provenientes tanto del alimento peletizado como de los desechos orgánicos producidos por los peces confinados. Si bien la relación entre los fenómenos de floraciones algales nocivas como la marea roja y la salmonicultura ha sido un tema disputado —puesto que también existen otras actividades humanas, como la agricultura y la urbanización del borde costero, que descargan nutrientes a los sistemas acuáticos—, de todas formas no ha dejado de ser un flanco de críticas de la actividad salmonera, particularmente después de la crisis de la marea roja de 2016 que afectó a la Región de Los Lagos.

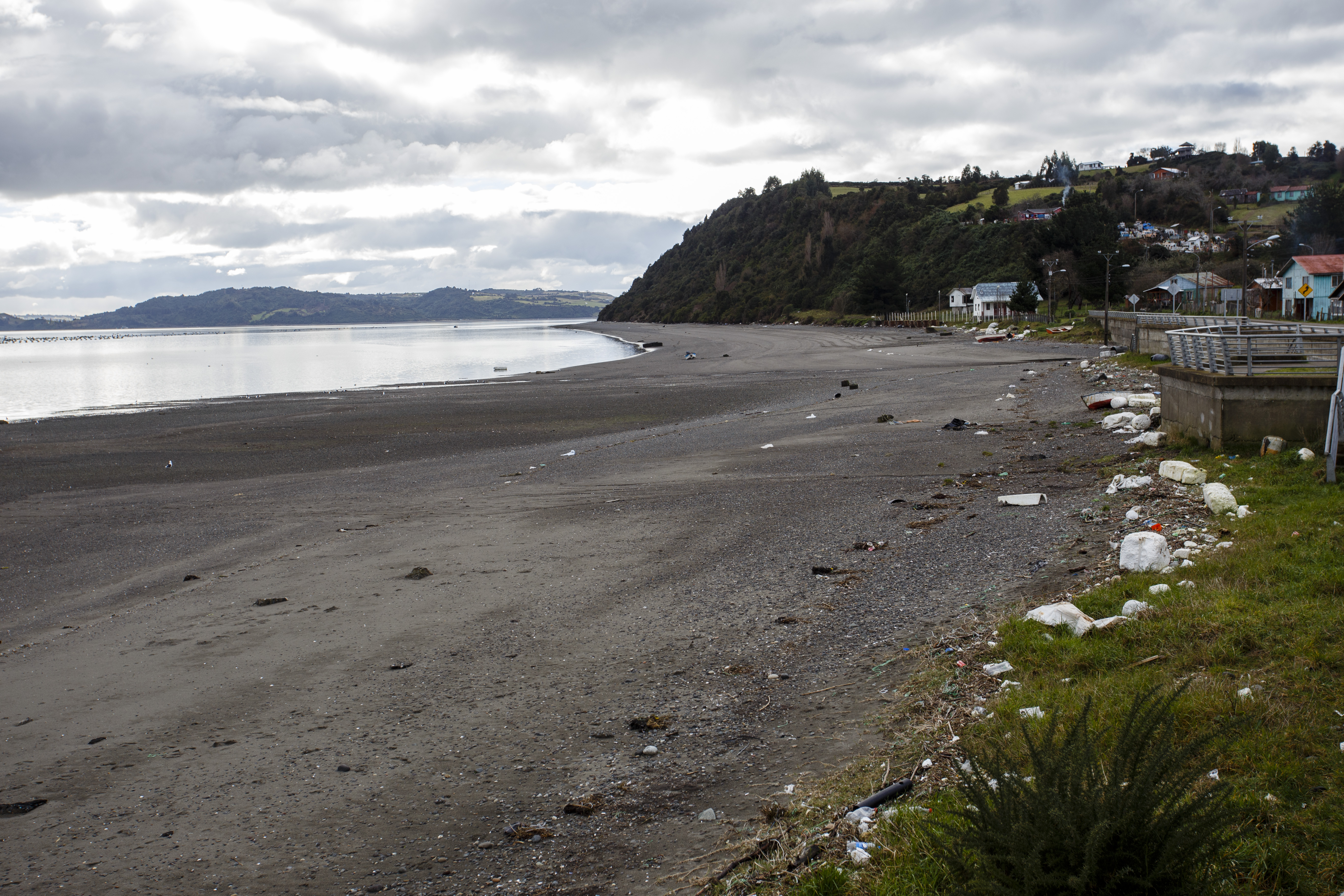
Cabos y restos de poliestireno expandido de centros acuícolas en playa de Aldachildo, en isla Lemuy, a pocos metros de la iglesia del mismo nombre (foto de 2017).

Otra de las acusaciones también ha apuntado al alto uso de antibióticos por parte de la industria —principalmente en comparación con los productores noruegos— y los consiguientes riesgos asociados al excesivo uso de antimicrobianos. En 2014 la industria salmonera chilena utilizó 567 toneladas de antibióticos, cantidad 1500 veces superior a lo que utilizó Noruega ese mismo año. La alta dependencia en antimicrobianos por parte de empresas chilenas se debe a la presencia de una enfermedad bacteriana en las aguas chilenas — Septicemia rickettsial salmonídea (SRS)— que no está presente en el país nórdico. En 2019 la cantidad total fue de 304 toneladas, la cifra más baja desde 2011.
La industria también ha sido criticada por los escapes de salmones, los cuales tendrían efectos dañinos en el medio ambiente, entre ellos la depredación de especies nativas y la transmisión de enfermedades a fauna silvestre. Según Sernapesca, entre 2010 y 2019 hay registro de 66 eventos de fuga de salmónidos, los cuales en total sumaron 4 537 314 ejemplares escapados. En 2020 la Superintendencia del Medio Ambiente multó a Mowi (ex Marine Harvest) por «daño ambiental irreparable» a raíz del escape de más de 690 000 peces en isla Huar en 2018. La multa, que ascendió a 6,6 millones de dólares, ha sido la más alta que ha aplicado el organismo en su historia.
La industria mitilicultora, por su parte, ha sido cuestionada principalmente por su contaminación de las playas y bordes costeros de Chiloé con desechos inorgánicos de los centros de cultivo, como cabos, plásticos y poliestireno expandido, acusación que también, en menor medida, se ha hecho en contra de la industria salmonera.